# Episodi di Emily della Luna Nuova
La serie animata Emily della Luna Nuova è stata prodotta nel 2007 dallo studio giapponese TMS Entertainment in 26 episodi. In Italia la serie è stata trasmessa su Hiro a partire dal 25 febbraio 2011.

## Episodi
| Nº  | Titolo italiano Giapponese 「Kanji」 - Rōmaji | In onda           | In onda          |
| Nº  | Titolo italiano Giapponese 「Kanji」 - Rōmaji | Giapponese        | Italiano         |
| 1.  | Il giorno che cambiò la vita di Emily 「風の少女」 - Kaze no shōjo | 7 aprile 2007     | 25 febbraio 2011 |
| 1.  | Dopo qualche anno dalla morte della madre, anche il padre di Emily muore lasciandola sola. La zia Elisabeth Murray che non aveva mai avuto rapporti con lei e la sua famiglia, decide di prendersi cura di lei, quindi Emily dovrà abbandonare la casa in cui era nata e che tanto aveva amato per andare ad abitare dalla zia, presso la fattoria New Moon. |                   |                  |
| 2.  | L'orgoglio dei Murray 「マレー家の誇り」 - Murray ka no hokori | 14 aprile 2007    | 26 febbraio 2011 |
| 2.  | Emily si scontra subito con "l'orgoglio dei Murray", le ferree tradizioni e la risolutezza della famiglia di sua madre, tanto che vorrebbe scappare e ritornare a casa sua, ma poco a poco comincia ad apprezzare New Moon, dove ritrova le bellezze della natura che credeva di aver abbandonato quando era dovuta andarsene da casa. Inizia per Emily una nuova vita, dovrà andare a scuola, ma soprattutto dovrà diventare una vera Murray. |                   |                  |
| 3.  | Una ragazza impertinente 「変わり者イルゼ」 - Kawarimono Iruze | 21 aprile 2007    | 27 febbraio 2011 |
| 3.  | Il primo giorno di scuola è problematico per Emily: il fatto di essere una Murray le attira l'antipatia delle compagne. Soprattutto con Ilse Burnley, la figlia del medico del villaggio, lo scontro è immediato e alla fine delle lezioni le due ragazze finiscono per azzuffarsi. Quando però Emily conoscerà meglio Ilse, capirà di avere trovato una grande amica. |                   |                  |
| 4.  | Passione per l'arte 「四人のスケッチ」 - Yonin no Sketch | 28 aprile 2007    | 28 febbraio 2011 |
| 4.  | Teddy Kent e Perry Miller si aggiungono ad Ilse in quello che diventa il piccolo gruppo degli amici di Emily. Teddy ha uno spiccato talento per il disegno, ma la madre per qualche oscuro motivo, osteggia questa sua dote. Anche Emily ha dei problemi, perché la zia Elisabeth le proibisce di perdere tempo dietro ai romanzi e alle poesie che invece la ragazzina ama tanto. |                   |                  |
| 5.  | Lo spettacolo teatrale 「はじめての舞台」 - Hajimete no butai | 5 maggio 2007     | 1º marzo 2011    |
| 5.  | La scuola organizza una recita di beneficenza ed Emily ha il compito di scriverne il copione. La zia osteggia con tutte le sue forze la cosa, e la ragazzina è costretta a lavorare di nascosto. La sera della recita per Emily è un trionfo: Elisabeth è tra il pubblico, ma potrà perdonarla per avere disobbedito ai suoi ordini? |                   |                  |
| 6.  | Il quaderno bruciato 「毒リンゴ事件」 - Doku ringo jiken | 12 maggio 2007    | 2 marzo 2011     |
| 6.  | Emily e i suoi amici sono soliti passare i pomeriggi a casa di John Sullivan, il proprietario di una piccola tenuta al confine con la proprietà dei Murray. Emily tiene da sempre un diario segreto sul quale scrive lettere a suo padre. Un giorno Elisabeth la sorprende a scriverci sopra e la ragazza, per evitare che la zia legga i suoi più intimi pensieri, getta il quaderno nel fuoco e, sconvolta, si rifugia a casa di John. Il padrone di casa non c'è ma sul tavolo ci sono delle belle mele: Emily ne mangia alcune, accorgendosi troppo tardi di un foglietto di John che avverte che le mele sono cosparse di veleno per topi. La ragazzina ritorna a casa sapendo di stare per morire e scrive il suo testamento. Elisabeth si precipita a casa di John Sullivan, e lì scopre che si trattava di uno stupido scherzo. Si arrabbia moltissimo con l'uomo, ed anche Emily, in un certo senso, si sente tradita da lui. |                   |                  |
| 7.  | Un bosco in pericolo 「大好きな林」 - Daisuki na hayashi | 19 maggio 2007    | 3 marzo 2011     |
| 7.  | John è furioso con Elisabeth e minaccia di tagliare tutti gli alberi della sua proprietà, la qual cosa avrebbe danneggiato anche la proprietà confinante dei Murray che quegli alberi proteggevano dai freddi venti del nord. Emily è disperata, e si reca a Bright River da Padre Kessedy, amico di John, in modo che possa convincerlo a desistere. John in realtà aveva agito in un impeto d'ira, e non aveva intenzione di tagliare veramente gli alberi; finalmente il rapporto tra lui ed Emily, che si era incrinato, si ricuce. |                   |                  |
| 8.  | La stanza di Juliet 「お母さんの部屋」 - Okaasan no heya | 26 maggio 2007    | 4 marzo 2011     |
| 8.  | Juliet, la madre di Emily, che aveva avuto sempre una salute cagionevole, era la beniamina della famiglia. Da piccola aveva espresso un desiderio: poter diventare adulta, sposarsi ed avere una bambina e prima di morire il suo desiderio si era avverato. È pensando a questo, e vedendo in Emily un po' della sorella perduta, che Elisabeth finalmente apre la stanza di Juliet, che era rimasta chiusa a chiave da quando la sorella se n'era andata per sempre da New Moon. |                   |                  |
| 9.  | Il diamante scomparso 「消えたダイヤモンド」 - Kieta Diamond | 2 giugno 2007     | 5 marzo 2011     |
| 9.  | Nella tenuta New Moon c'è una casetta, ora abbandonata, nella quale una decina di anni prima sembra fosse stato perduto un anello con un diamante. Pare inoltre che nella casa si aggiri un fantasma. Emily, Teddy, Perry ed Ilse organizzano una spedizione notturna per cercare il diamante. |                   |                  |
| 10. | Il nuovo insegnante 「夢を織る人々」 - Yume wo oru hitobito | 9 giugno 2007     | 6 marzo 2011     |
| 10. | A scuola arriva Francis Carpenter, il nuovo insegnante che sostituisce quella precedente che si ritira dal lavoro per sposarsi. Il nuovo insegnante è molto strano ed utilizza metodi di insegnamento non molto ortodossi, ma efficaci. Quando legge le poesie di Emily, non lesina le critiche, ma alla fine incoraggia la ragazza a perseverare nella scrittura. |                   |                  |
| 11. | Un concorso prestigioso 「名誉あるコンテスト」 - Meiyo aru Contest | 16 giugno 2007    | 7 marzo 2011     |
| 11. | Il maestro bandisce un concorso: l'alunno che saprà descrivere meglio come vede il proprio futuro, sarà cinto da una corona d'alloro, come i grandi poeti del passato. Al concorso vuole partecipare anche Perry, nonostante sia semianalfabeta e non frequenti neppure la scuola perché troppo povero per permetterselo. Purtroppo la zia con cui vive si ammala e Perry non può partecipare al concorso, che viene vinto da Emily. Nonostante ciò Perry ha le idee molto chiare: studierà duramente anche se non può frequentare la scuola, diventerà un personaggio importante e soprattutto sposerà Emily. |                   |                  |
| 12. | La poesia più bella del mondo 「世界にひとつの詩」 - Sekai ni hitotsu no uta | 23 giugno 2007    | 8 marzo 2011     |
| 12. | L'Enterprise, il giornale locale, pubblica periodicamente alcune poesie dei lettori ed Emily ne spedisce una alla redazione, sicura che sarebbe stata pubblicata. Quando giunge il momento tanto atteso dell'uscita del giornale, Jimmy scopre che la poesia di Emily non è stata pubblicata e compra di nascosto tutte le copie del giornale perché la ragazza non possa accorgersi della cosa e rimanere delusa. |                   |                  |
| 13. | Un Natale in famiglia 「マレー家のクリスマス」 - Murray ka no Christmas | 30 giugno 2007    | 9 marzo 2011     |
| 13. | È la sera di Natale, ma Emily non può partecipare alla festa a New Moon con tutti i parenti e gli amici in visita. È infatti in camera sua in punizione per aver disobbedito alla zia Elisabeth, ma ritiene il castigo troppo severo perché la zia la trattava proprio come un'estranea. Quando però gli invitati, scoperta la cosa, cominciano a criticare Elisabeth per la sua severità, la donna ingiunge loro di non criticare l'educazione che lei vuole impartire alla nipote, perché è una cosa che riguarda solo i Murray: questo finalmente fa capire ad Emily con orgoglio di far parte della famiglia. |                   |                  |
| 14. | Un picnic in riva al mare 「海辺のピクニック」 - Umibe no Picnic | 7 luglio 2007     | 10 marzo 2011    |
| 14. | È ormai primavera e la scuola ha organizzato un picnic in spiaggia. Emily è un po' irritata con Ilse perché è arrivata all'appuntamento in ritardo, e l'irritazione cresce sempre di più durante la giornata fino ad arrivare al litigio. Al tramonto però le due amiche faranno pace e si accorgeranno, nonostante tutto, di aver trascorso una bellissima giornata. |                   |                  |
| 15. | La casa stregata 「幽霊屋敷」 - Yuurei yashiki | 14 luglio 2007    | 11 marzo 2011    |
| 15. | È estate ed Emily viene invitata per qualche giorno a casa della vecchia zia Nancy. All'inizio Nancy e la governante Caroline, due anziane signore dall'aspetto inquietante, terrorizzano la ragazzina, che quasi vuole fuggire a casa, ma col passare del tempo Emily imparerà ad apprezzare la zia ed il suo soggiorno in quella strana casa. |                   |                  |
| 16. | Ricordi d'estate 「夏の思い出」 - Natsu no omoide | 21 luglio 2007    | 12 marzo 2011    |
| 16. | Durante il suo soggiorno dalla zia Nancy, Emily incontra per caso Dean Prist, un vecchio amico del padre. La ragazzina è colpita dalla cultura dell'uomo, che la convince a scrivere un romanzo. Emily, prima di ritornare a New Moon, gli cede il romanzo che ha scritto in modo che lui possa lasciarle un commento. |                   |                  |
| 17. | Il segreto di Ilse 「イルゼの秘密」 - Iruze no himitsu | 28 luglio 2007    | 13 marzo 2011    |
| 17. | Oggi è l'anniversario della morte di Beatrice, la madre di Ilse, ma il padre della ragazzina non ne vuole parlare. Ilse si adira col padre perché crede che lui non si interessi a lei, mentre in realtà per l'uomo quella della morte della moglie è una ferita ancora aperta. Quando finalmente il padre si aprirà con la figlia, capirà finalmente quanto Ilse assomigli alla madre e quanto gli sia indispensabile. |                   |                  |
| 18. | Il tranello di Rhoda 「ローダの罠」 - Loader no wana | 4 agosto 2007     | 14 marzo 2011    |
| 18. | Rhoda invita Emily per la sua festa di compleanno. In realtà si tratta di un piccolo tranello perché durante la festa la invita a tradimento a declamare una sua poesia di fronte a tutti gli invitati, tra i quali c'è anche la grande attrice Josephine Rose. Ed è proprio lei che in seguito prende in disparte Emily e le racconta della sua vita e delle sue difficoltà nel riuscire a farsi largo nel suo lavoro. Dopo una vita di parti secondarie e di scarsi successi, ci fu un critico che sul giornale mise in luce le sue caratteristiche migliori, dandole la forza di proseguire. Quel critico era il padre di Emily, che con il suo articolo le aveva cambiato la vita, ed al quale la grande attrice sarà per sempre grata. |                   |                  |
| 19. | La poetessa famosa 「エミリーの失敗」 - Emily no shippai | 11 agosto 2007    | 15 marzo 2011    |
| 19. | Una composizione di Emily viene pubblicata sulla rivista "Boschi e giardini" e lei al villaggio diventa improvvisamente famosa. La vedova DeGeer chiede ad Emily di comporre un epitaffio per il marito e lei dopo qualche perplessità acconsente. Ma cosa può scrivere Emily del vecchio Peter, un alcolizzato che non ha mai concluso nulla di buono nella vita e che non ha mai fatto niente per poter combattere il destino avverso? Come può la giovane Emily, che non sa nulla della natura umana e delle sue debolezze, riuscire a capire i motivi che spingono un uomo a perdersi? |                   |                  |
| 20. | Sogni e speranze per il domani 「青春の階段」 - Seishun no kaidan | 18 agosto 2007    | 16 marzo 2011    |
| 20. | È di nuovo estate, le scuole medie sono finite e per i ragazzi è tempo di pensare al futuro. Perfino Teddy Kent e Perry Miller (che ha vinto una borsa di studio) andranno al liceo, ma Emily non potrà continuare gli studi per la ferma opposizione di zia Elisabeth, che non giudica tutto questo adatto ad una donna della famiglia Murray. Quando poi Elisabeth legge per caso il diario di Emily, dove la ragazza esprimeva tutto il suo rancore per la zia, il loro rapporto si incrina profondamente. Zia e nipote dovranno fare entrambe un esame di coscienza per scoprire il profondo affetto che provano l'una per l'altra, ed alla fine Elisabeth acconsentirà che anche Emily frequenti la Shrewsbury School, in cambio della promessa di non scrivere più stupide "storie inventate". |                   |                  |
| 21. | Un sogno per Ilse 「それぞれの夢」 - Sorezore no yume | 25 agosto 2007    | 17 marzo 2011    |
| 21. | Per frequentare le scuole superiori Emily va ad abitare con la zia Ruth, con la quale in verità non ha mai avuto buoni rapporti. È durante una delle sue gite in compagnia di Ilse che Emily, sentendola recitare una delle sue poesie, scopre finalmente quale sia il vero grande talento dell'amica, che ha la stoffa di una grande attrice. |                   |                  |
| 22. | La confessione 「雪の中の告白」 - Yuki no naka no kokuhaku | 1º settembre 2007 | 18 marzo 2011    |
| 22. | È di nuovo inverno ed Emily, Ilse, Perry e Teddy sono sorpresi da una bufera di neve mentre tornano a casa per il fine settimana e sono costretti a ripararsi per la notte in una casa abbandonata. A causa delle maldicenze messe in giro ad arte da una compagna invidiosa di Emily, i quattro rischiano l'espulsione dalla scuola. Intanto si chiariscono gli intrecci sentimentali tra il gruppo di amici: Perry è innamorato di Emily, che lo considera solamente un grande amico, ma non si accorge dei sentimenti che Ilse prova per lui. |                   |                  |
| 23. | I cacciatori di sogni 「はなれてゆく心」 - Hanareteyuku kokoro | 8 settembre 2007  | 19 marzo 2011    |
| 23. | Sono ormai passati tre anni, i ragazzi hanno sedici anni e hanno finalmente terminato le scuole superiori. Ognuno di essi ha un sogno da realizzare ed il gruppo di amici si divide per inseguirlo. Emily è da sempre innamorata di Teddy Kent, che in questo tempo ha ricambiato i suoi sentimenti, ma adesso tutto cambia perché Teddy dovrà andare a Parigi per proseguire gli studi ed Emily farà invece ritorno a New Moon. Forse questa potrebbe essere la fine di tutto... |                   |                  |
| 24. | Ricordi ed insegnamenti 「残されたもの」 - Nokosareta mono | 15 settembre 2007 | 20 marzo 2011    |
| 24. | Emily è rimasta sola. Tenta di pubblicare qualcosa, ma tutto ciò che scrive le viene sempre respinto dagli editori. Lentamente si fa strada l'idea che il suo sogno di diventare scrittrice sia destinato a fallire. A tutto questo si aggiunge la morte del suo vecchio maestro Carpenter, che non aveva mai lesinato nelle critiche ai suoi scritti e che forse per questo lei amava come un padre. Inoltre da Parigi arriva la notizia che forse Teddy si è fidanzato. |                   |                  |
| 25. | Quando si scioglie la neve 「雪はいま、とけゆく」 - Yuki wa ima, tokeyuku | 22 settembre 2007 | 21 marzo 2011    |
| 25. | Emily ha perso ogni speranza ed al colmo della disperazione brucia tutti i suoi scritti, che ora giudica sciocchi e puerili. L'inverno però sta finendo, e con la primavera la ragazza trova la forza di scrivere "La storia della collina del vento", un romanzo che racconta di sé e della sua vita a New Moon. |                   |                  |
| 26. | L'arrivo della primavera 「春のおとずれ」 - Haru no otozure | 29 settembre 2007 | 22 marzo 2011    |
| 26. | "La storia della collina del vento" è solo un manoscritto che Emily non tenta neppure di spedire ad un editore, ma ha uno strano impatto su tutti coloro che lo leggono. Certo i nomi dei personaggi e dei luoghi sono di fantasia, ma gli abitanti del villaggio si passano il manoscritto l'un l'altro, ed ognuno vi ritrova una parte di sé e della sua vita. Un giorno ad Emily viene recapitato per posta il suo manoscritto e al suo interno trova tutti i messaggi che i lettori di città lontanissime hanno scritto per lei, tra cui quelli degli amici di sempre Perry ed Ilse. Finalmente poi ritorna il suo Teddy, che dopo gli studi di Parigi è tornato per sposarla e stare per sempre con lei. |                   |                  |